# 高世琦
高世琦（1949年—），汉族，中华人民共和国政治人物、第十一届全国政协委员。
加入中国共产党，担任中共中央组织部秘书长。2008年，当选第十一届全国政协委员，代表特别邀请人士，分入第五十七组。